# Mariella El Sherif
Mariella El Sherif (* 2. September 2004 in Hartberg) ist eine österreichische Fußballtorhüterin.

## Karriere

### Vereine
El Sherif begann im Jahr 2010 beim TSV Hartberg mit dem Fußballspielen. 2015 wechselte sie zum SK Sturm Graz, mit dem sie unter anderem in der Saison 2021/22 Vizemeisterin wurde.
In St. Pölten besucht sie die Frauen Akademie des Österreichischen Fußball-Bundes. 2021 wurde sie zur steirischen Nachwuchssportlerin des Jahres gewählt. Bei der APA-Fußballerwahl zur Fußballerin des Jahres 2023 belegte sie Platz 9.
Im April 2024 wurde ihr Vertrag beim SK Sturm Graz bis Sommer 2025 verlängert. 2023/24 wurde sie zur Torfrau der Saison der Bundesliga gewählt. Anfang Juli 2024 wurde bekanntgegeben, dass sie nach neun Jahren den SK Sturm verlässt und in die deutsche Bundesliga zum Aufsteiger FC Carl Zeiss Jena wechselt. Ihr Bundesligadebüt gab sie am 7. Oktober 2024 (5. Spieltag) bei der 0:1-Niederlage im Auswärtsspiel gegen Bayer 04 Leverkusen. Mitte 2025 wechselte sie zu Werder Bremen.

### Nationalmannschaft
El Sherif absolvierte Einsätze in den U17- und U19-Nationalteams. Von ÖFB-Teamchefin Irene Fuhrmann wurde sie im November 2021 erstmals ins A-Team für die Qualifikationsspiele gegen England und Luxemburg für die Weltmeisterschaft 2023 berufen.
Sie gehörte dem ÖFB-Großkader für die Vorbereitung auf die Europameisterschaft 2022 an, wurde aber aus dem endgültigen Kader gestrichen. Nach einer Verletzung von Isabella Kresche reiste sie Mitte Juli 2022 als Backup nach England. Für die WM-Qualifikationsspiele im September 2022 gegen England und Nordmazedonien wurde sie neben Manuela Zinsberger und Isabella Kresche erneut in den ÖFB-Kader berufen, ebenso zum Auftakt der Qualifikation für die Europameisterschaft 2025 neben Zinsberger und Jasmin Pal.
Mit dem U19-Nationalteam qualifizierte sie sich für Teilnahme an der Endrunde der U19-Europameisterschaft 2023 sowie für die U20-Weltmeisterschaft 2024. Bei der WM-Endrunde in Kolumbien erreichten die ÖFB-U-20-Frauen im September 2024 das Achtelfinale, wo das Team nach dem Spiel gegen Nordkorea (2:5) ausschied.
Ihr Debüt im A-Nationalteam gab El Sherif am 3. Juni 2025 im bedeutungslosen letzten Gruppenspiel der Nations League in Wien gegen Deutschland und musste dabei sechs Gegentreffer, die alle in der ersten Halbzeit fielen, hinnehmen.

## Auszeichnungen
- 2021: Steirische Nachwuchssportlerin des Jahres[6]
- 2023/24: Torfrau der Saison der Bundesliga[10][24]